# Gelación
La gelación (transición a gel) es la formación de un gel a partir de un sistema con polímeros. Polímeros ramificados pueden formar enlaces entre las cadenas, lo que conduce a polímeros progresivamente mayores. A medida que el enlace sigue, se obtienen polímeros ramificados más grandes y en un cierto punto de los enlaces de reacción entre el polímero dan lugar a la formación de una sola molécula macroscópica. En ese momento de la reacción, que se define como punto de hielo, el sistema pierde fluidez y la viscosidad se hace muy grande. La aparición de la gelación, o punto de hielo, va acompañado de un aumento repentino de la viscosidad. Este polímero de tamaño "infinita" se llama gel o red, que no se disuelve en el disolvente, pero puede hincharse en él.

## Fons
La gelación se puede producir tanto para enlace físico como por reticulación química. Mientras que los geles físicos implican enlaces físicos, la gelación química implica enlaces covalentes. Flory y Stockmayer formularon las primeras teorías cuantitativas de la gelación química. La teoría de la percolación crítica se aplicó con éxito a la gelación en los años 70. En la década de 1980 se desarrollaron varios modelos de crecimiento (agregación limitada de difusión, agregación de cúmulos-clúster, gelación cinética) para describir los aspectos cinéticos de la agregación y gelación.

## Aproximaciones cuantitativas para determinar la gelación
Es importante poder predecir la aparición de la gelificación, ya que es un proceso irreversible que cambia dramáticamente las propiedades del sistema. 
Se muestran dos métodos analíticos habituales para determinar los cambios. 

### Aproximación de la funcionalidad media
Según la ecuación de Caroak, grado medio de polimerización {\displaystyle DP_{n}} es dado por 
{\displaystyle DP_{n}={\frac {2}{2-p.f_{av}}}}
donde {\displaystyle p} es la extensión de la reacción y {\displaystyle f_{av}} es la funcionalidad media de la mezcla de reacción. Para el hielo {\displaystyle DP_{n}} se puede considerar que es infinita, por lo tanto se encuentra la extensión crítica de la reacción en el punto de hielo 
{\displaystyle p_{c}={\frac {2}{f_{av}}}}
si {\displaystyle p} es más granr o igual a {\displaystyle p_{c}}, Se produce gelificación. 

### Enfoque Flory Stockmayer (estadístico)
Flory y Stockmayer utilizaron un enfoque estadístico para obtener una expresión para predecir el punto de hielo estimando cuando {\displaystyle DP_{n}} aproxima al tamaño infinita. El planteamiento estadístico supone que (1) la reactividad de los grupos funcionales del mismo tipo es la misma e independiente del tamaño molecular y (2) no hay reacciones intramoleculares entre los grupos funcionales de la misma molécula.
Considerem la polimerització de molècules bifuncionals {\displaystyle A-A}, {\displaystyle B-B} i multifunctional {\displaystyle A_{f}}, on {\displaystyle f} és la funcionalitat. Les extensions dels grups funcionals són {\displaystyle p_{A}}i  {\displaystyle p_{B}}, respectivament. La relació de tots els grups A, tant reaccionats com no reaccionats, que formen part de les unitats ramificades, amb el nombre total de grups A de la barreja es defineix com {\displaystyle \rho }. Això provocarà la següent reacció
{\displaystyle A-A+B-B+A_{f}\rightarrow A_{f-1}-(B-BA-A)_{n}B-BA-A_{f-1}}
La probabilidad de obtener producto de la reacción anterior viene dada por {\displaystyle p_{A}[p_{B}(1-\rho )p_{A}]^{n}p_{B}\rho }, Ya que la probabilidad de que un grupo B llegue con una unidad ramificada es {\displaystyle p_{B}\rho } y la probabilidad de que un grupo B reaccione con no ramificados es A is {\displaystyle p_{B}(1-\rho )} . 
Esta relación se traduce en una expresión para la extensión de la reacción de los grupos funcionales A en el punto de hielo 
{\displaystyle p_{c}={\frac {1}{\{r[1+\rho (f-2)]\}^{1/2}}}}
donde r es la relación de todos los grupos A en todos los grupos B. Si hay más de un tipo de unidades multifuncionales de la rama y el valor medio {\displaystyle f} se utiliza para todas las moléculas de monómeros con una funcionalidad superior a 2. 
Tenga en cuenta que la relación no se aplica para sistemas de reacción que contengan reactivos monofuncionales y / o tanto de unidades ramificadas tipo A como B.